# BORAX-I

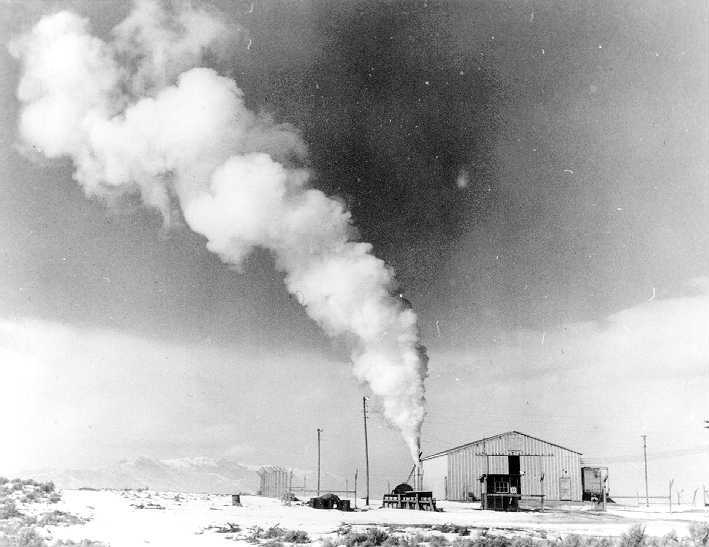
Reactor

Los Experimentos BORAX, experimentos del reactor de agua en ebullición, fueron una serie de pruebas en la utilización del reactor nuclear BORAX-I  que demostraron la teoría de 1952 de Samuel Untermyer de que un reactor que utilizase directamente la ebullición del agua sería factible, aunque bastante inestable debido a la formación de burbujas en el núcleo. En consecuencia el reactor se utilizó para realizar pruebas de incursión de energía que mostraron que la rápida conversión en vapor de agua podía controlar la seguridad de la reacción. La prueba final, deliberadamente destructiva, produjo una inesperada gran excursión de energía y proporcionó datos útiles adicionales para mejorar los modelos matemáticos. La prueba proporcionó principios de seguridad claves en el diseño de reactores modernos de energía nuclear. El diseño de energía para BORAX-I fue de 1,4 megavatios térmicos.
A continuación, el reactor BORAX-II demostró los principios de los reactores de agua presurizada, con un diseño de una potencia de salida de 6 MW(t).
Finalmente, BORAX-II fue modificado con la adición de una turbina, que demostró que la contaminación de la turbina no era problema y que puso en marcha la primera planta de energía nuclear, para suministro a una ciudad, suministrando a Arco, Idaho  200 kW de energía eléctrica durante dos horas el  17 de julio de 1955. El reactor siguió siendo utilizado para pruebas hasta 1956.